# Чемпионат мира по лёгкой атлетике 2019 — эстафета 4×100 метров (женщины)
Соревнования в эстафете 4×100 метров у женщин на чемпионате мира по лёгкой атлетике 2019 года прошли 4 и 5 октября в Дохе (Катар) на стадионе «Халифа».
Действующим чемпионом мира в эстафете 4×100 метров являлась сборная США.

## Медалисты

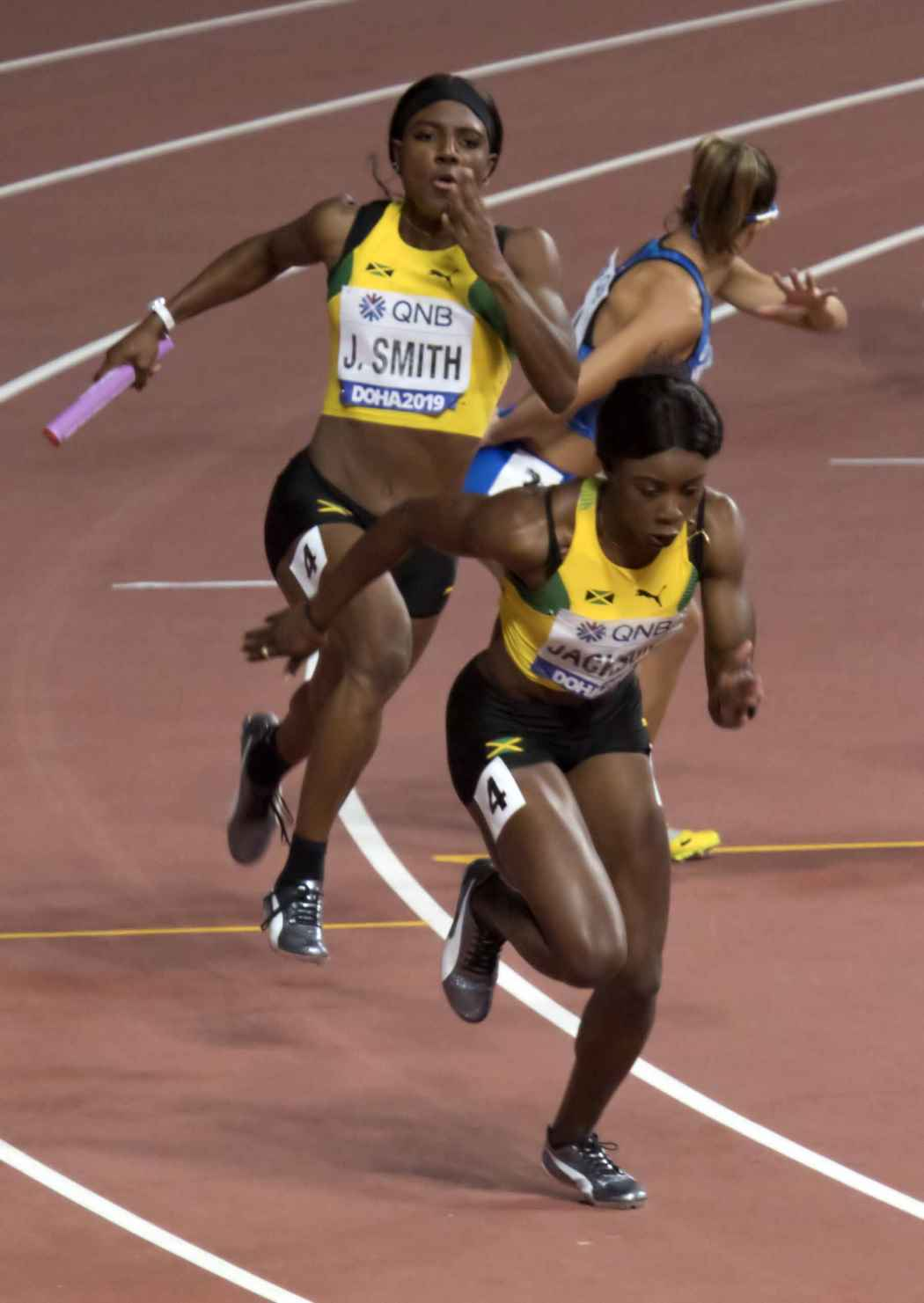
Финал. Джониэль Смит из Ямайки передаёт эстафетную палочку Шерике Джексон

| Золото                                                                                              | Серебро                                                                                          | Бронза                                                                  |
| Ямайка · Наталлия Уайт · Шелли-Энн Фрейзер-Прайс · Джониэль Смит · Шерика Джексон · Наташа Моррисон | Великобритания · Аша Филип · Дина Эшер-Смит · Эшли Нельсон · Дэрилл Нейта · Имани-Лара Лансиквот | США · Дезири Брайант · Тиана Дэниелс · Моролаке Акиносун · Киара Паркер |

## Рекорды
До начала соревнований действующими были следующие рекорды.
| Мировой рекорд                 | США · Тианна Мэдисон · Эллисон Феликс · Бьянка Найт · Кармелита Джетер                       | 40,82 | Лондон, Великобритания | 10 августа 2012 |
| Рекорд чемпионатов мира        | Ямайка · Вероника Кэмпбелл-Браун · Наташа Моррисон · Элейн Томпсон · Шелли-Энн Фрейзер-Прайс | 41,07 | Пекин, Китай           | 29 августа 2015 |
| Лучший результат сезона в мире | Германия · Лиза Мари Квайе · Ясмин Квадво · Татьяна Пинту · Джина Люккенкемпер               | 41,67 | Берлин, Германия       | 1 сентября 2019 |

## Отбор на чемпионат мира
К соревнованиям были допущены 16 сильнейших сборных мира. Первые команды-участницы определились в мае 2019 года — ими стали 10 лучших сборных по итогам чемпионата мира по эстафетам, прошедшего в японской Иокогаме. Оставшиеся 6 мест были распределены по итогам рейтинга, составленного на основании результатов, показанных национальными командами в период с 7 марта 2018 года по 6 сентября 2019 года.

## Расписание
| Дата           | Время | Раунд соревнований     |
| -------------- | ----- | ---------------------- |
| 4 октября 2019 | 20:40 | Предварительные забеги |
| 5 октября 2019 | 22:05 | Финал                  |

Время местное (UTC+3:00)

## Результаты
Обозначения: Q — Автоматическая квалификация | q — Квалификация по показанному результату | WR — Мировой рекорд | AR — Рекорд континента | CR — Рекорд чемпионатов мира | NR — Национальный рекорд | WL — Лучший результат сезона в мире | SB — Лучший результат в сезоне | DNS — Не стартовали | DNF — Не финишировали | DQ — Дисквалифицированы

### Предварительные забеги
Квалификация: первые 3 команды в каждом забеге (Q) плюс 2 лучших по времени (q) проходили в финал.

| Место | Команда                                                                                | Забег | Результат | Примечания |
| ----- | -------------------------------------------------------------------------------------- | ----- | --------- | ---------- |
| 1     | Ямайка (Наталлия Уайт, Шелли-Энн Фрейзер-Прайс, Джониэль Смит, Наташа Моррисон)        | 2     | 42,11     | Q, SB      |
| 2     | Великобритания (Аша Филип, Имани-Лара Лансиквот, Эшли Нельсон, Дэрилл Нейта)           | 2     | 42,25     | Q, SB      |
| 3     | Китай (Лян Сяоцзин, Вэй Юнли, Кун Линвэй, Гэ Маньци)                                   | 2     | 42,36     | Q          |
| 4     | США (Дезири Брайант, Тиана Дэниелс, Моролаке Акиносун, Киара Паркер)                   | 1     | 42,46     | Q          |
| 5     | Тринидад и Тобаго (Семой Хэкетт, Келли-Энн Баптист, Рийяр Томас, Камария Дюрант)       | 1     | 42,75     | Q, SB      |
| 6     | Швейцария (Айла Дель Понте, Сара Атшо, Муджинга Камбунджи, Саломе Кора)                | 1     | 42,82     | Q          |
| 7     | Германия (Лиза Мари Квайе, Ясмин Квадво, Джессика-Бьянка Вессолли, Джина Люккенкемпер) | 2     | 42,82     | q          |
| 8     | Италия (Йоханелис Эррера-Абреу, Глория Хупер, Анна Бонджорни, Ирен Сирагуза)           | 2     | 42,90     | q, NR      |
| 9     | Нидерланды (Наргелис Статия-Питер, Марие ван Хюненстейн, Ямиле Самуэль, Наоми Седней)  | 1     | 43,01     |            |
| 10    | Нигерия (Джой Удо-Габриэль, Блессинг Окагбаре, Мерси Нтиа-Обонг, Розмари Чуквума)      | 2     | 43,05     | SB         |
| 11    | Гана (Флингс Овусу-Агьяпонг, Джемма Ачимпонг, Персис Уильям-Менса, Халути Хор)         | 2     | 43,62     | SB         |
| 12    | Казахстан (Рима Кашафутдинова, Элина Михина, Светлана Голендова, Ольга Сафронова)      | 1     | 43,79     |            |
| 13    | Дания (Астрид Гленнер-Франдсен, Ида Карстофт, Метте Гравесгор, Матильде Крамер)        | 1     | 43,92     |            |
| 14 !  | Австралия (Мелисса Брин, Нана Овусу-Африйе, Мэдди Коатс, Селесте Муччи)                | 1     | DNF       |            |
| 15 !  | Франция (Кароль Заи, Синтия Ледюк, Эстель Раффе, Орланн Омбисса-Дзанге)                | 1     | DQ        |            |
| 15 !  | Бразилия (Бруна Фариас, Витория Роза, Лоррейн Мартинс, Розанжела Сантос)               | 2     | DQ        |            |

### Финал
Финал в эстафете 4×100 метров у женщин состоялся 5 октября 2019 года. После финала в беге на 100 метров сборная Ямайки из-за травмы лишилась двукратной олимпийской чемпионки 2016 года Элейн Томпсон. Вместо неё в состав была включена Шерика Джексон, специалистка в беге на 400 метров (двумя днями ранее выиграла бронзовую медаль на этой дистанции). Произведённая замена не оказала существенного влияния на распределение мест, поскольку ямайские девушки стали чемпионками.
Основная борьба развернулась между командами США, Великобритании и Ямайки. Сильнейшие участницы бежали на втором этапе: чемпионка мира в беге на 100 метров Шелли-Энн Фрейзер-Прайс выиграла несколько метров у чемпионки на 200 метров Дины Эшер-Смит и передала эстафетную палочку с преимуществом над соперницами. Джониэль Смит увеличила отрыв на третьем этапе, после чего Шерике Джексон не составило труда удержать первое место. Серебряные медали завоевали британки, бронзу сохранила команда США, устоявшая перед финишным набеганием Саломе Коры из Швейцарии. Чемпионский результат сборной Ямайки, 41,44, стал восьмым в мировой истории. Ямайка выиграла эстафету 4×100 метров на чемпионате мира в пятый раз. С 2005 года в этой дисциплине побеждали только две страны, США и Ямайка (по 4 раза каждая).
| Место | Команда                                                                                | Результат | Примечания |
| ----- | -------------------------------------------------------------------------------------- | --------- | ---------- |
| 1     | Ямайка (Наталлия Уайт, Шелли-Энн Фрейзер-Прайс, Джониэль Смит, Шерика Джексон)         | 41,44     | WL         |
| 2     | Великобритания (Аша Филип, Дина Эшер-Смит, Эшли Нельсон, Дэрилл Нейта)                 | 41,85     | SB         |
| 3     | США (Дезири Брайант, Тиана Дэниелс, Моролаке Акиносун, Киара Паркер)                   | 42,10     | SB         |
| 4     | Швейцария (Айла Дель Понте, Сара Атшо, Муджинга Камбунджи, Саломе Кора)                | 42,18     | NR         |
| 5     | Германия (Лиза Мари Квайе, Ясмин Квадво, Джессика-Бьянка Вессолли, Джина Люккенкемпер) | 42,48     |            |
| 6     | Тринидад и Тобаго (Семой Хэкетт, Келли-Энн Баптист, Маурисия Прието, Камария Дюрант)   | 42,71     | SB         |
| 7     | Италия (Йоханелис Эррера-Абреу, Глория Хупер, Анна Бонджорни, Ирен Сирагуза)           | 42,98     |            |
| 8 !   | Китай (Лян Сяоцзин, Вэй Юнли, Кун Линвэй, Гэ Маньци)                                   | DQ        |            |